# فرد ريد
فرد ريد (بالإنجليزية: Fred Reid)‏ هو لاعب كرة قدم أمريكية ولاعب كرة القدم الكندية أمريكي، ولد في 16 مارس 1982 في تامبا في الولايات المتحدة.